# Lukas Einsele
Lukas Einsele (* 1963 in Essen) ist ein deutscher Fotograf und bildender Künstler. Er lebt und arbeitet in Darmstadt.

## Leben und Werk
Einsele studierte zunächst von 1982 bis 1985 an der Freien Universität Berlin, bevor er zum Studium der Fotografie an die Hochschule Darmstadt wechselte, welches er 1991 abschloss. Er arbeitet vorrangig mit Fotografie, Video und Text. Zentraler Bestandteil seiner Arbeit ist die Verhandlung von Erinnerung als Akt, der Bilder und Erzählungen schafft, in denen sich Menschen zu sich selbst und zu ihrer Umwelt positionieren. Der italienische Kunsthistoriker Alfredo Cramerotti führt in seiner Publikation "Aesthetic Journalism: how to inform without informing" die Strategie des Künstlers zwischen Fotografie, Journalismus, Archivarbeit und Interviews als Teil einer ästhetischen Praxis, wie sie auch Walid Raad oder Renzo Martens verfolgen. Seine Werke wurden in zahlreichen institutionellen Einzel- und Gruppenausstellungen im In- und Ausland präsentiert. Seit 2015 ist er Mitglied der Darmstädter Sezession.

## Ausstellungen und Ausstellungsbeteiligungen (Auswahl)
- 2004 Witte de With
- 2005 Badischer Kunstverein
- 2007 BildMuseet
- 2007 Hessisches Landesmuseum Darmstadt
- 2008 Neue Kunsthalle Mainz
- 2015 Fotofestival Mannheim_Ludwigshafen_Heidelberg